# Farouk El-Baz
Pour les articles homonymes, voir Elbaz.
Farouk El-Baz (en arabe : فاروق الباز), né le 2 janvier 1938 à Zagazig, dans le delta du Nil, est un scientifique égypto-américain, ancien directeur technique à la NASA . Il est directeur du centre pour la télédétection à l'université de Boston. Il a participé au programme Apollo, travaillant notamment sur la sélection des sites d’alunissage sur la Lune et sur l'entraînement des astronautes pour l'observation et la photographie lunaires.

## Études
Il commence à étudier à l'école primaire de Damiette. Avec son baccalauréat en poche, il opte pour la géologie à l'université Ain Shams du Caire. Il est diplômé de la même université en 1958.
Il enseigne alors la géologie à l'université de Heidelberg, puis à celle d'Assiout entre 1958 et 1960, et il obtient en cette année une bourse pour étudier aux États-Unis. En 1961, il reçoit le diplôme de Master of Science (MS) en géologie de la Missouri School of Mines and Metallurgy. En 1964, il obtient un PhD en géologie de la Missouri University of Science and Technology (Missouri), après avoir mené des recherches en 1962-1963 au MIT.

## Le retour
Farouk El-Baz décide de retourner en Égypte, qu'il n'a pas oubliée pendant son séjour aux États-Unis. Il a l'espoir de fonder un centre d'études géologiques, mais son rêve se brise quand on lui demande d'enseigner à la faculté de Suez au poste de professeur de chimie. Il décide alors de retourner aux États-Unis en décembre 1966. « Je ne pensais jamais quitter mon pays » dira Farouk El Baz en racontant son histoire.[réf. nécessaire]

## Aux États-Unis

### NASA
Aux États-Unis, il est embauché par la NASA pour participer au programme Apollo entre 1967 et 1972. L'une des faiblesses de Farouk était son ignorance de la géologie lunaire. Il consacra alors trois mois à la bibliothèque de la NASA pour y étudier la structure lunaire et réussit à dresser la première carte de la Lune et y identifia seize sites d'atterrissage potentiels. Il cumula alors les postes de secrétaire du Comité de choix d'emplacement d'atterrissage pour les missions d'Apollo vers la Lune (Secretary of the Landing Site Selection Committee for the Apollo missions to the Moon), d'investigateur principal des observations et de la photographie visuelles, et de président du groupe de formation des astronautes. Ses capacités d'enseignement exceptionnelles ont été confirmées par les astronautes d'Apollo. Pendant la mission d'Apollo 15, en orbite autour de la Lune, Alfred Worden dit : « Après la formation du « roi » [surnom de Farouk], j'ai l'impression d'être déjà venu ici. » (« After the King's training, I feel like I've been here before »). Pendant les années du programme Apollo, le Dr. El-Baz a rejoint d'autres fonctionnaires de la NASA dans le comité de briefing concernant les résultats des missions lunaires.
Quand le programme Apollo prend fin, en 1972, il rejoint la Smithsonian Institution à Washington pour établir et diriger le Center for Earth and Planetary Studies. Il est également élu membre du Lunar Nomenclature Task Group of the International Astronomical Union. En 1973, la NASA le choisit comme investigateur principal des observations de la Terre et de la photographie expérimentale sur le projet d'essai d'Apollo-Soyouz (ASTP).

### Boston
En 1986, le Dr El-Baz rejoint l'université de Boston comme directeur du centre, pour que la télédétection favorise l'utilisation de la technologie de l'espace dans les domaines de l'archéologie, de la géographie et de la géologie. Sous sa conduite, ce centre deviendra une force principale dans les applications de la technologie de télédétection aux environnements autour du monde. En 1997, la NASA le choisit comme « centre de l'excellence dans la télédétection ».
Aujourd'hui, Farouk El-Baz est reconnu comme l'un des pionniers de l'emploi de la technologie spatiale dans l'exploration des eaux. En 1999, la Société géologique américaine lui attribue une subvention annuelle pour soutenir ses recherches dans le désert et les régions arides. Il soutient l’utilisation des satellites pour explorer les eaux souterraines dans les zones sahariennes. Dans cette perspective, il a également dirigé un programme visant à cartographier les eaux souterraines d'Arabie Saoudite.

## Distinctions
Il est décoré de l'ordre du mérite de 1ère classe par le président Sadate. En 1989, il est fait docteur honoris causa de l'université New England College, Henniker, NH. Il reçoit également un Professional Degree de la Missouri University of Science and Technology en 2002, un doctorat honorifique de la Mansoura University (Égypte) en 2003, un doctorat de l'université américaine du Caire en 2004, et un doctorat honorifique en ingénierie de Missouri University of Science and Technology en 2004.

## Postérité
- Dans la série Star Trek: The Next Generation, une navette spatiale porte son nom : El Baz.
- Dans la série américaine From the Earth to the Moon produite par Tom Hanks, une partie s'intitule The Brain of Farouk El-Baz.
- Un des campus de l'université de Setif en Algérie porte son nom.
- L'astéroïde (7371) El-Baz a été nommé en son honneur[4].